# Дніпровська сільська рада (Білозерський район)
Дніпро́вська сільська́ ра́да — адміністративно-територіальна одиниця та орган місцевого самоврядування в Білозерському районі Херсонської області. Адміністративний центр — селище Дніпровське.

## Загальні відомості
Дніпровська сільська рада утворена в 1951 році.
- Територія ради: 1,097 км²
- Населення ради: 1 885 осіб (станом на 2001 рік)
- Водоймища на території, підпорядкованій даній раді: річка Кошова, озеро Біле

## Населені пункти
Сільській раді були підпорядковані населені пункти:
- с-ще Дніпровське
- с-ще Первомайське
- с-ще Ромашкове
- с-ще Янтарне

## Склад ради
Рада складалася з 18 депутатів та голови.
- Голова ради:
- Секретар ради: Щербина Олена Олександрівна

### Керівний склад попередніх скликань
| Прізвище, ім'я, по батькові  | Основні відомості                                                 | Дата обрання | Дата звільнення |
| ---------------------------- | ----------------------------------------------------------------- | ------------ | --------------- |
| Яковенко Сергій Васильович   | Сільський голова, 1958 року народження, безпартійний              | 26.03.2006   | 01.07.2008      |
| Юрченко Тамара Олександрівна | Сільський голова, 1959 року народження, освіта вища, позапартійна | 30.11.2008   | 31.10.2010      |
| Щербина Олена Олександрівна  | Сільський голова                                                  |              |                 |

Примітка: таблиця складена за даними сайту Верховної Ради України

### Депутати
За результатами місцевих виборів 2010 року депутатами ради стали:

#### За суб'єктами висування
| Суб'єкт висування      | Кількість обраних депутатів | %    |
| ---------------------- | --------------------------- | ---- |
| Самовисування          | 13                          | 72,2 |
| Аграрна партія України | 5                           | 27,8 |

#### За округами
| № округу               | Прізвище, ім'я, по батькові     | Дата визнання обраним | Освіта  | Партійна приналежність                        | Відомості про обраного депутата                                                             |
| ---------------------- | ------------------------------- | --------------------- | ------- | --------------------------------------------- | ------------------------------------------------------------------------------------------- |
| Аграрна партія України |                                 |                       |         |                                               |                                                                                             |
| 8                      | Лихацький Андрій Володимирович  | 02.11.2010            | вища    | член Аграрної партії України                  | приватний підприємець                                                                       |
| 9                      | Вдовиченко Людмила Зіновіївна   | 02.11.2010            | середня | член Аграрної партії України                  | а/ф «Білозерський», менеджер з продажу                                                      |
| 13                     | Шишенко Віталій Васильович      | 02.11.2010            | вища    | член Аграрної партії України                  | а/ф «Білозерський», начальник горілчано-коньячного цеху                                     |
| 15                     | Балковий Анатолій Анатолійович  | 02.11.2010            | вища    | член Аграрної партії України                  | а/ф «Білозерський», бригадир                                                                |
| 18                     | Заровна Людмила Сергіївна       | 02.11.2010            | вища    | член Аграрної партії України                  | а/ф «Білозерський», бригадир                                                                |
| Самовисування          |                                 |                       |         |                                               |                                                                                             |
| 1                      | Казмірук Микола Геннадійович    | 02.11.2010            | середня | член Всеукраїнського об'єднання «Батьківщина» | ВАТ Білозерський РЕМ і ЕМ, водій                                                            |
| 2                      | Дідух Микола Миколайович        | 02.11.2010            | вища    | позапартійний                                 | Державна податкова інспекція м. Херсон, старший оперуповноважений                           |
| 3                      | Макаренко Олександр Іванович    | 02.11.2010            | вища    | позапартійний                                 | Херсонська нафтобаза, охоронець                                                             |
| 4                      | Серчишин Олександр Тимофійович  | 02.11.2010            | середня | член Всеукраїнського об'єднання «Батьківщина» | а/ф «Білозерський», оператор автоматичних ліній                                             |
| 5                      | Щербина Олена Олександрівна     | 02.11.2010            | вища    | член Всеукраїнського об'єднання «Батьківщина» | Білозерський районний територіальний центр соціадбного обслуговування, соціальний працівник |
| 6                      | Ходій Андрій Миколайович        | 02.11.2010            | вища    | позапартійний                                 | КП Білозерська ЦРЛ, лікар — онколог                                                         |
| 7                      | Костів Віктор Володимирович     | 13.03.2011            | вища    | член Аграрної партії України                  | Агрофірма радгосп «Білозерський», головний гідротехнік                                      |
| 10                     | Кубишкіна Світлана Мирославівна | 01.11.2010            | вища    | позапартійна                                  | Дніпровська сільська рада, секретар                                                         |
| 11                     | Вдовиченко Андрій Олександрович | 02.11.2010            | вища    | позапартійний                                 | Комунальне підприємство «Аверс», директор                                                   |
| 12                     | Ліновицька Галина Анатоліївна   | 02.11.2010            | вища    | позапартійна                                  | Дніпровський навчально-виховний комплекс, вчитель                                           |
| 14                     | Рудий Роман Климович            | 02.11.2010            | вища    | позапартійний                                 | Інститут овочівництва і баштанництва м. Гола Пристань, науковий співробітник                |
| 16                     | Тараненко Світлана Анатоліївна  | 02.11.2010            | вища    | позапартійна                                  | Білозерський ЦТДЮ, керівник гуртка                                                          |
| 17                     | Брилюк Володимир Анатолійович   | 02.11.2010            | середня | позапартійний                                 | а/ф «Білозерський», робітник                                                                |

## Населення
Згідно з переписом УРСР 1989 року чисельність наявного населення сільської ради становила 1278 осіб, з яких 643 чоловіки та 635 жінок.
За переписом населення України 2001 року в сільській раді мешкало 1879 осіб.

### Мова
Розподіл населення за рідною мовою за даними перепису 2001 року:
| Мова       | Відсоток |
| ---------- | -------- |
| українська | 88,81 %  |
| російська  | 10,82 %  |
| молдовська | 0,27 %   |
| білоруська | 0,05 %   |
| німецька   | 0,05 %   |